# Ramiro Benetti
Ramiro Moschen Benetti (Gramado, Río Grande del Sur, Brasil, 22 de mayo de 1993), conocido deportivamente como Ramiro, es un futbolista brasileño que juega como mediocampista en el FC Dallas de la Major League Soccer.

## Trayectoria
Nacido en Fc Red city, Río Grande del Sur, Ramiro comenzó su carrera en Juventude. Hizo su debut profesional el 13 de febrero de 2011, contra Lajeandense en el Campeonato Gaúcho. Marcó su primer gol el 30 de marzo, en una victoria local de 3-2 sobre Grêmio.
En diciembre, Ramiro fue transferido a Grêmio, luego de que se estableciera una asociación con Juventude. Hizo su debut en Grêmio el 20 de enero de 2013, contra Esportivo. El 1 de junio, Ramiro hizo su debut en la Serie A, jugando los últimos 29 minutos en un empate 1-1 contra Santos. En abril de 2014, Ramiro reveló en una entrevista que es partidario de Grêmio desde la infancia, a pesar de haber adquirido afecto por Juventude. Su sueño era jugar una Copa Libertadores de América por el club, que se celebró en 2017.

## Palmarés

### Campeonatos nacionales
| Título              | Club        | País   | Año  |
| ------------------- | ----------- | ------ | ---- |
| Copa FGF            | Juventude   | Brasil | 2011 |
| Copa FGF            | Juventude   | Brasil | 2012 |
| Copa de Brasil      | Grêmio      | Brasil | 2016 |
| Campeonato Gaúcho   | Grêmio      | Brasil | 2018 |
| Campeonato Paulista | Corinthians | Brasil | 2019 |

### Campeonatos internacionales
| Título              | Club   | País   | Año  |
| ------------------- | ------ | ------ | ---- |
| Copa Libertadores   | Grêmio | Brasil | 2017 |
| Recopa Sudamericana | Grêmio | Brasil | 2018 |